# سیکلوهپتان
سیکلوهپتان (به انگلیسی: Cycloheptane) یک ترکیب شیمیایی با شناسه پاب‌کم ۹۲۶۵ است. 